# Japansk näckros
Japansk näckros (Nuphar japonica) är en näckrosväxtart som beskrevs av Dc. Japansk näckros ingår i släktet gula näckrosor, och familjen näckrosväxter. Arten har ej påträffats i Sverige.

## Bildgalleri

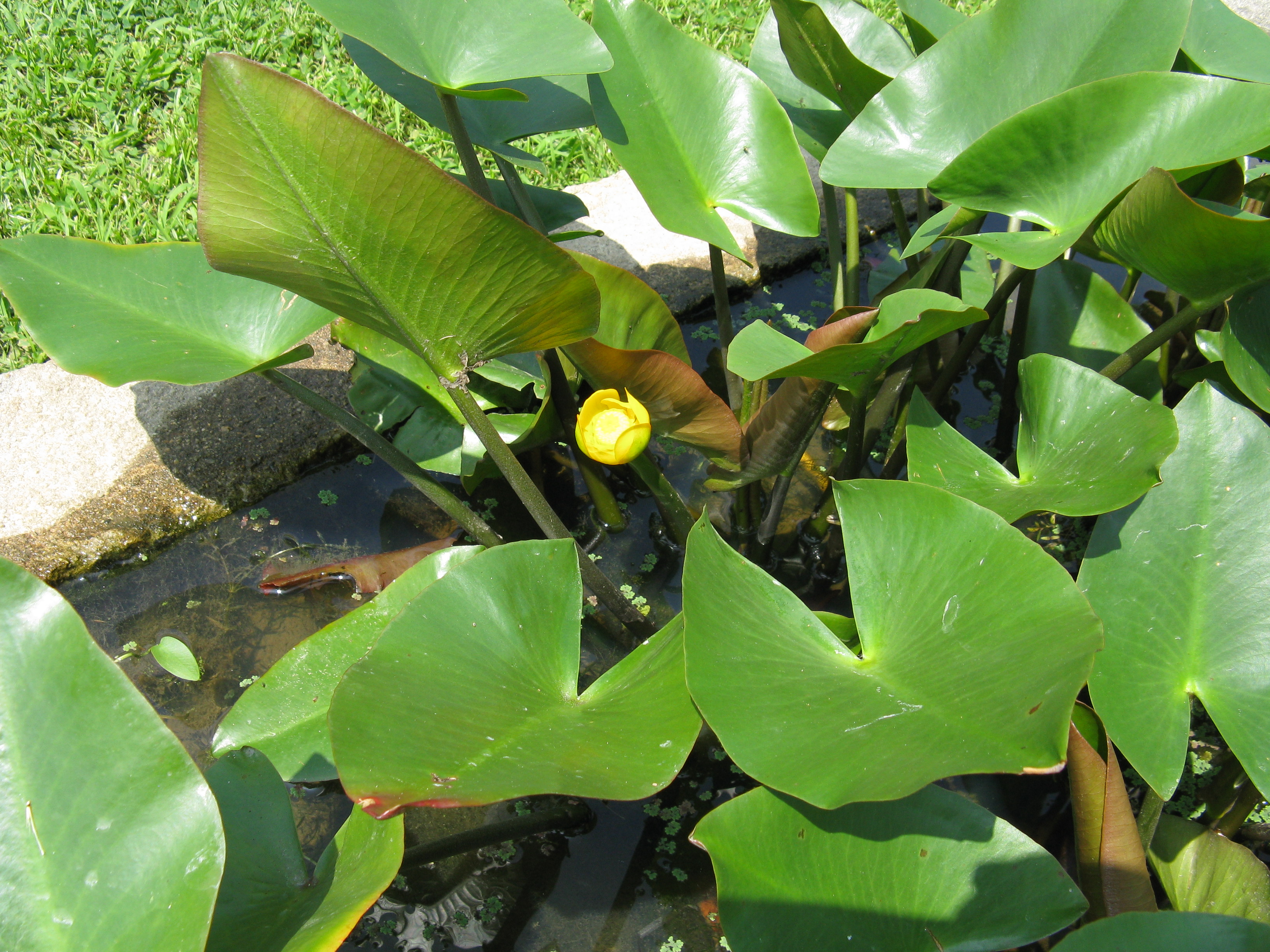
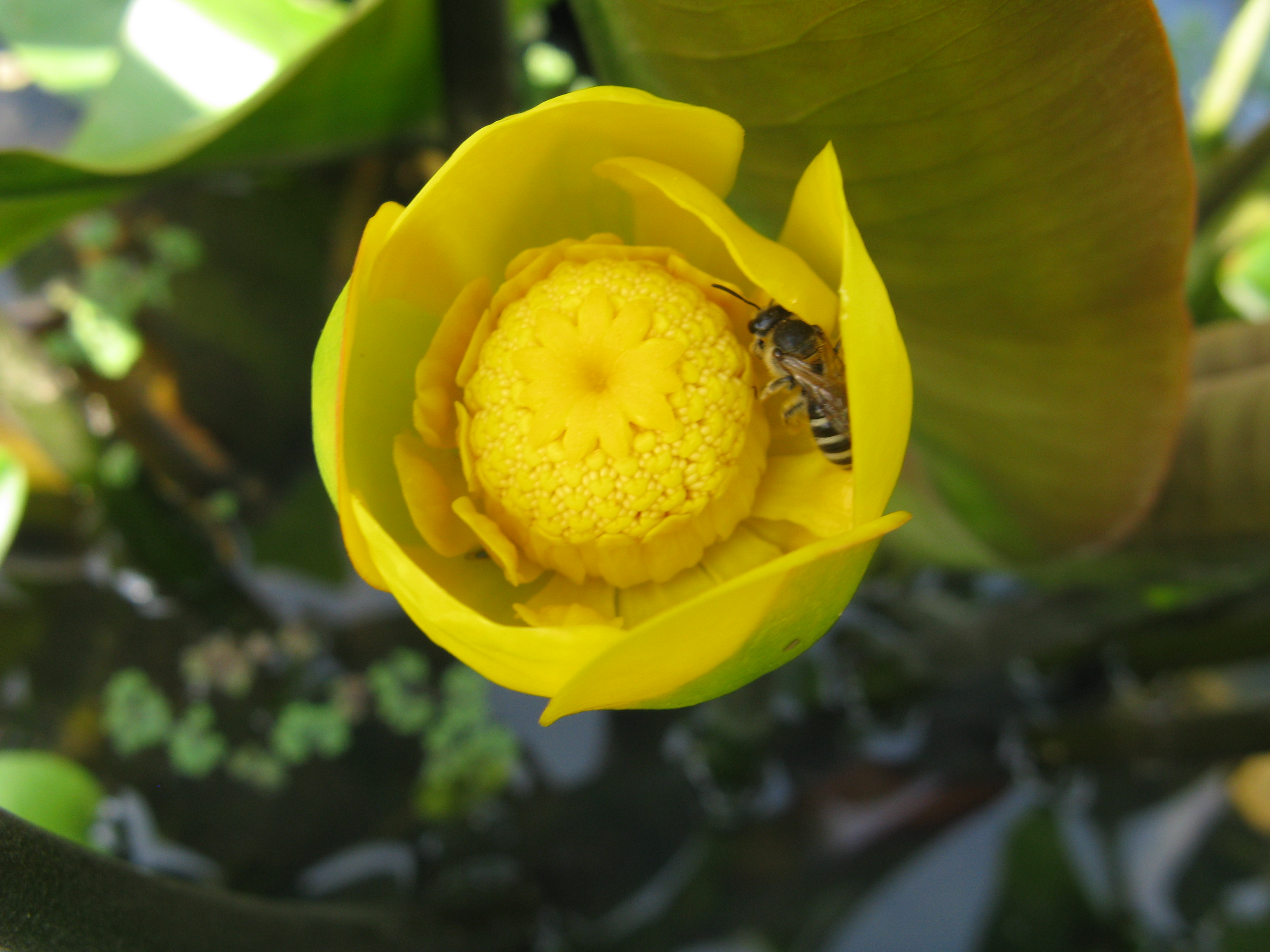
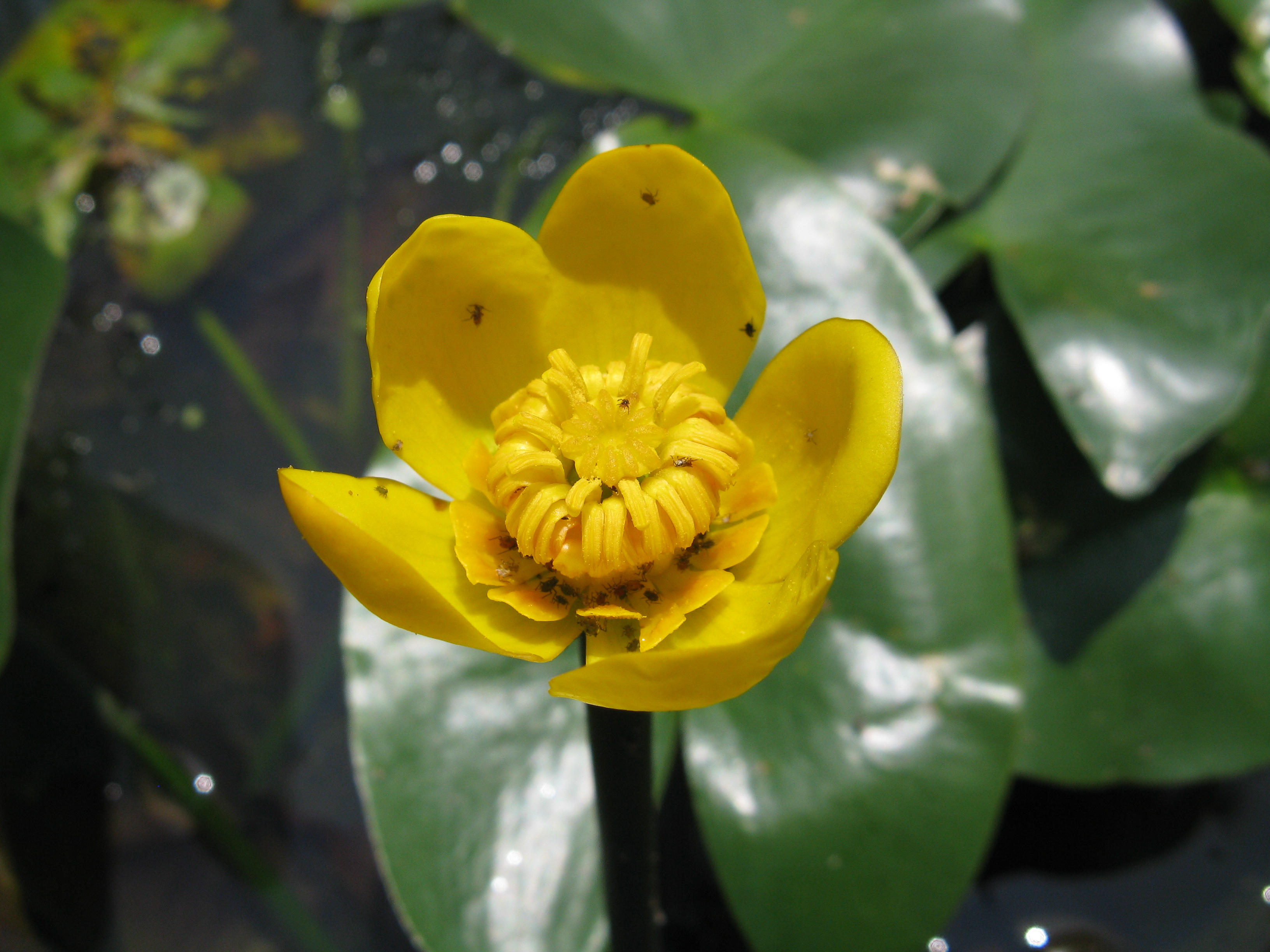